# Selaginella quadrifaria
Selaginella quadrifaria är en mosslummerväxtart som beskrevs av Arthur Hugh Garfit Alston. Selaginella quadrifaria ingår i släktet mosslumrar, och familjen mosslummerväxter. Inga underarter finns listade i Catalogue of Life.